# Hardy Kálmán
Dr. nemes Hardy Kálmán László (Pécs, 1892. május 5. - Arlington, USA ,1980. június 21.) magyar katonatiszt, katonai szakíró, egyetemi oktató. 
Katonai pályafutását a cs. és kir. haditengerészetben kezdte, az 1920-as években Horthy Miklós kormányzó szárnysegédje volt. Később több országban szolgált katonai attaséként, 1942 és 1944 között ő volt a m. kir. Folyami Erők parancsnoka. 1951-től az Egyesült Államokban élt, különböző egyetemeken nyelvtanárként működött.

## Élete
Hardy Sándor táblai tanácsjegyző és Böröndy Margit harmadik gyermekeként született Pécsen 1892. május 5-én. Édesapja református, édesanyja római katolikus volt, Kálmánt reformátusnak keresztelték.
Pécsen, a belvárosi elemi fiúiiskola négy osztályát 1898 és 1901 között, mindvégig kitűnő eredménnyel végezte el. Tanulmányait helyben, a Ciszterci Rend Nagy Lajos Katolikus Gimnáziumában folytatta. Másodiktól osztálytársa volt Ricsóváry Sándor, akiből később szintén tengerésztiszt lett. Hardy 1910-ben jeles eredménnyel érettségizett. 
Édesapja kívánságára először a Pécsi Püspöki Joglyceumba íratkozott be. 1911-ben azonban belépett a cs. és kir. haditengerészet kötelékébe, és megkezdte a tengerész(tiszt)-jelölti iskolát (Seeaspirantenschule) Szolgált az SMS Sankt Georg cirkálón, 1913. február 1-el tengerészkadéttá nevezték ki. Nem sokkal az I. világháború kitörése előtt, 1914. június elsején tengerészzászlóssá, majd augusztus 1-el fregatthadnaggyá léptették elő. Torpedótiszti és tengeralattjáró tanfolyamot végzett, később az SM U-27 tengeralattjáróra osztották be 3. tisztnek. 1917-ben újból beiratkozott a Püspöki Joglyceumba. A háború legvégén, 1918. november elsején léptették elő sorhajóhadnaggyá. Háborús szolgálata során elnyerte a Bronz Katonai Érdemérmet, hadiszalagon, a kardokkal, valamint a Károly Csapatkeresztet.
Az összeomlás után Pécsen tartózkodott, és egy ipariskolában tanított számtant, mértant és gépipari technológiát, később egy kertészetben vállalt munkát. A Nemzeti Hadsereg megalakulásakor Szegedre ment és szolgálattételre jelentkezett. A Fővezérség hadműveleti osztályára osztották be tengerészeti előadónak. 1920-ban Horthy Miklós kormányzó szárnysegédje lett. 1923-ban megszerezte az "államtudományok doktora" címet a budapesti Pázmány Péter Tudományegyetemen.
1924. október 24-én feleségül vette poroszlói Graefl Margitot (1896-1972), Horthy unokahugát (a menyasszony édesanyja Horthy Paula, a kormányzó nővére volt). A házasságból három leánygyermek származott: Paula (1925), Margit (1928) és Zsuzsanna (1935). 1926 májusától néhány hónapig csapatszolgálatot teljesített a Kecskemét őrnaszád parancsnokaként.
1928. október 1-el felmentették segédtiszti beosztásából, ennek alkalmából megkapta a Magyar Érdemrend Tisztikeresztjét. Hardyt ezután Rómába küldték, ahol Schindler Szilárd vezérkari ezredes, olaszországi katonai attasé mellé helyezték. Hazatérése után, 1930. május elsejétől a Belügyminisztérium VI/d. (folyamrendészeti) alosztályán működött kiképzési előadóként. 1932 októberében Genfbe küldték, hogy Magyarország képviseletében részt vegyen a februárban megnyitott leszerelési konferencián. Innen 1933 őszén tért haza.
1933 decembertől vezérkari próbaszolgálatot teljesített a 4. vegyesdandár parancsnokságán, 1935. május elsejéig. Ezt követően a Honvédelmi Minisztérium VI-2 osztályára (Katonai nyilvántartó és statisztikai szolgálat, kémvédelem) osztották be, egy éves időtartamra.
1936 május elsejével katonai attasénak nevezték ki Magyarország berlini nagykövetségére, e beosztásban dálnoki Miklós Béla vezérkari alezredest váltotta. 1939 februárjától a légügyi attasé feladatait is ellátta, illetve májustól ő töltötte be a hágai és a stockholmi katonai attasé posztját is. Berlinből 1940 áprlisában tért haza, majd csapatszolgálatot teljesített a m. kir. 12. "II. Rákóczi Ferenc" honvéd gyalogezrednél Nyíregyházán, majd a m. kir. 19. tábori tüzér osztálynál Miskolcon.
1940 novemberétől a Honvéd Vezérkar Főnöke, Werth Henrik gyalogsági tábornok mellé osztották be első segédtisztnek. 1941. augusztus 1-el kinevezték a 26. gyalogdandár (1942. március 1-től könnyű hadosztály) parancsnokává.
1942 áprilisától ő töltötte be a m. kir. honvéd Folyami Erők parancsnoki posztját. Emellett 1943-ban a szegedi Horthy Miklós Tudományegyetemen oktatta "Az újkor hadtörténete" című tárgyat, egyetemi magántanárként. A sikertelen kiugrási kísérletet követően előzetes letartóztatásba helyezték. 1945 januárjában többekkel együtt Sopronkőhidára szállították. Január 18-án hűtlenség címén rendfokozatától megfosztották, február végén bűnvádi eljárást indítottak ellene, aminek eredményeképpen halálra ítélték. Március végén a Sopronkőhidán őrzött politikai foglyokat gyalogmentben elindították Németországba. 1945. május 5-én a bajorországi Oberaudorf községben Hardyt és fogolytársait az amerikai csapatok kiszabadították.
Hardy Kálmán a későbbiekben az amerikai hadsereg által ellenőrzött területen maradt. A nürnbergi perben, mint szakértő tanút hallgatták ki. 1951-ben kivándorolt az Egyesült Államokba. Felesége és gyermekei Magyarországon maradtak, az 1956-os forradalom idején elhagyták az országot és csatlakoztak az Amerikában élő családfőhöz. Ő nyelvtanárként helyezkedett el, különböző felsőoktatási intézményekben, többek közt a Georgetowni Egyetemen oktatott német és magyar nyelvet, 1972-ig. 1980. június 21-én hunyt el, az arlingtoni Columbia Gardens temetőben helyezték örök nyugalomra.

## Művei
- A tengeralattjáró-háború. In: Magyar Katonai Közlöny 1925/5-6. 431-442. oldal
- A tengeralattjárók kérdésének mai állása. In: Magyar Szemle. 1928. II. kötet. 282-284. oldal
- Jegyzetek a nemzeti hadsereg és a társadalom problémájához. In: Magyar Szemle. 1928. IV. kötet. 70-73. oldal
- A légvédelemről. In: Magyar Szemle. 1929. VI. kötet. 231-235. oldal
- Egy katona gondolatai - Seeckt vezérezredes könyvéről. In: Magyar Szemle. 1929. VII. kötet. 282-287. oldal
- A harctéri gyávaságról. In: Magyar Szemle. 1930. VIII. kötet. 170-173. oldal. Szőllősy Lajossal közösen.
- Görgei. In: Magyar Szemle. 1930. IX. kötet. 105-114. oldal
- A Görgei-kérdés mai állása - Pethő Sándor könyve. In: Magyar Szemle. 1930. X. kötet. 124-128. oldal
- Dunai flottillánk a világháborúban. In: Hadtörténelmi Közlemények 1931
- Adatok a dunai hajóhadak szervezetére és szerepléséhez a XVI. század török háboruiban. In: Magyar Katonai Szemle 1932/III. 213-223. oldal
- A világháború magyar szemmel - Jegyzetek Julier Ferenc könyvéhez. In: Magyar Szemle. 1933. XVIII. kötet. 48-54. oldal
- Clausewitz. In: Magyar szemle. 1934. XIV. kötet. 56-60. oldal
- Paying guests. In: Magyar szemle 1934. XX. kötet. 54-58. oldal
- A katonai hivatásról. In: Magyar szemle 1934. XXII. kötet. 404-408. oldal
- A Földközi-tenger időszerű kérdései. In: Magyar szemle 1935. XXV. kötet. 364-368. oldal
- Zrínyi Miklós tanítása. In: Magyar Szemle. 1939. XXXVI. kötet. 322-325. oldal
- A hadvezér, a katona és az államvezetés. In: Magyar Szemle. 1943. XLV. kötet. 13-20. oldal
- Az Adriától Amerikáig - Hardy Kálmán altábornagy emlékiratai. Budapest, 2008. ISBN 9789636621216

## Előmenetele
- tengerész(tiszt)jelölt 1911. szeptember 1.
- tengerész kadét 1913. február 1.
- tengerész zászlós 1914. június 1.
- fregatthadnagy 1914. augusztus 1.
- sorhajóhadnagy 1918. november 1.
  - (folyamőr főkapitány 1922. november 26.)
- folyamőr II. törzskapitány 1933. május 1.
- alezredes 1934. november 1.
- ezredes 1938. november 1.
- folyamőr vezérkapitány 1942. április 1.
- folyamőr vezérfőkapitány 1944. január 1.

## Kitüntetései
A felsorolás viselési sorrendben történt.
- Magyar Érdemrend Középkeresztje a csillaggal (1944)
- Magyar Érdemrend Középkeresztje (1940)
- Magyar Érdemrend Tisztikeresztje (1928)
- Bronz Katonai Érdemérem, hadiszalagon, a kardokkal (1917)
- Károly Csapatkereszt (1918)
- Nemzetvédelmi Kereszt (1942)
- Magyar Háborús Emlékérem kardokkal és sisakkal (?)
- Tiszti Szolgálati Jel II. osztálya (1941)
- Erdélyi Emlékérem (1940)
- 1912/13-as Emlékkereszt (1913)
- német Sasrend I. osztálya (1937)
- Olasz Koronarend parancsnoki keresztje (1932)
- német Olimpiai Díszjelvény II. osztálya (1936)